# Kanton Le Cannet
Der Kanton Le Cannet ist ein französischer Wahlkreis im Arrondissement Grasse, im Département Alpes-Maritimes und in der Region Provence-Alpes-Côte d’Azur. Er umfasst eine Gemeinde und einen Teilbereich der Stadt Le Cannet. Im Rahmen der landesweiten Neuordnung der französischen Kantone wurde er im Frühjahr 2015 erweitert.

## Gemeinden
Der Kanton hat 46.045 Einwohner (Stand: 1. Januar 2022) auf einer Gesamtfläche von 30,49 km²:
| Gemeinde         | Einwohner 1. Januar 2022 | Fläche km² | Dichte Einw./km² | Code INSEE | Postleitzahl |
| ---------------- | ------------------------ | ---------- | ---------------- | ---------- | ------------ |
| Le Cannet        | 26.564                   | 4,85       | 5.477            | 06030      | 06110        |
| Mougins          | 19.481                   | 25,64      | 760              | 06085      | 06250        |
| Kanton Le Cannet | 46.045                   | 30,49      | 1.510            | 0609       | –            |

1. ↑   Nur der östliche Teil der Gemeinde, der Rest gehört zum Kanton Cannes-1.

Das übrige Gemeindegebiet von Le Cannet ist dem Kanton Cannes-1 zugeordnet. Vor der Neuordnung war die Situation umgekehrt, und Mougins formte einen eigenen Kanton, dem ein kleinerer Teilbereich von Le Cannet angehörte. Der alte Kanton Le Cannet umfasste stattdessen einzig den größeren Teil (etwa zwei Drittel des Gemeindegebiets) und besaß vor 2015 den INSEE-Code 0634.

## Politik
| Vertreter im Départementsrat | Vertreter im Départementsrat              | Vertreter im Départementsrat |
| Amtszeit                     | Namen                                     | Partei                       |
| ---------------------------- | ----------------------------------------- | ---------------------------- |
| 2015–2021                    | Françoise Duhalde-Guignard Patrick Tambay | LR                           |
| 2021–                        | Didier Carretero Fleur Frison-Roche       | LR                           |